# Coccophagus bivittatus
Coccophagus bivittatus är en stekelart som beskrevs av Compere 1931. Coccophagus bivittatus ingår i släktet Coccophagus och familjen växtlussteklar. Inga underarter finns listade i Catalogue of Life.